# Satellite (Lena Meyer-Landrut-dal)
A Satellite (magyarul: Műhold) egy popdal, mely Németország képviseletében megnyerte a 2010-es Eurovíziós Dalfesztivált. A dalt a német Lena Meyer-Landrut adta elő angol nyelven.
A dal a 2010. március 12-én rendezett német nemzeti döntőn nyerte el az indulás jogát. A döntő két résztvevője három-három dalt énekelt. Az első körben a nézők mindkét énekes számára kiválasztottak egy dalt, majd a második körben közülük választották ki a német indulót. A dal a nemzeti döntő után első helyen debütált a német slágerlistán, és az énekesnő által a döntőben énekelt másik két dal (Bee, Love Me) is harmadik és negyedik helyet ért el, vagyis egyszerre három dala szerepelt a lista élén. A dal később platina minősítést kapott Németországban. Ezenkívül felkerült az osztrák és a svájci eladási listára is, mindkét országban a második helyig jutott. Magyarországon a MAHASZ Editors' Choice slágerlistáján ért el helyezést. A verseny után több ország listáján is előkelő pozíciót ért el.
Az Eurovíziós Dalfesztiválon a dalt a május 29-én rendezendő döntőben adták elő. Mivel Németország a Négy Nagy ország egyike, nem kellett részt vennie az elődöntőkben. A fellépési sorrendben huszonkettedikként adták elő, az örmény Eva Rivas Apricot Stone című dala után, és a portugál Filipa Azevedo Há dias assim című dala előtt. A szavazás során 246 pontot szerzett, kilenc országtól begyűjtve a maximális tizenkét pontot. Ez az első helyet érte a huszonöt fős mezőnyben. Ez volt Németország második győzelme 1982 után, valamint az újraegyesített Németország első győzelme.
Győzelme után Lena Meyer-Landrut úgy döntött, hogy megpróbálja megvédeni címét. Erre utoljára 1958-ban volt példa. Így a következő német induló az énekesnő Taken by a Stranger című dala volt a 2011-es Eurovíziós Dalfesztiválon, amellyel tizedik helyezést ért el.
A következő győztes az azeri Ell/Nikki Running Scared című dala volt.

## Slágerlistás helyezések
| Slágerlisták (2010) | Lh.* |
| ------------------- | ---- |
| Ausztrália          | 37   |
| Ausztria            | 2    |
| Belgium (Flandria)  | 4    |
| Belgium (Vallónia)  | 6    |
| Csehország          | 49   |
| Dánia               | 1    |
| Egyesült Királyság  | 30   |
| Európai Hot 100     | 1    |
| Finnország          | 1    |
| Izland              | 12   |
| Hollandia           | 5    |
| Írország            | 2    |
| Magyarország        | 3    |
| Németország         | 1    |
| Norvégia            | 1    |
| Spanyolország       | 23   |
| Svájc               | 1    |
| Svédország          | 1    |

*Lh. = Legjobb helyezés.

## Külső hivatkozások
- Dalszöveg
- YouTube videó: A Satellite című dal videóklipje a verseny hivatalos YouTube csatornáján.